# Sanctuaire Notre-Dame-de-Lourdes de Mariamabad
Le sanctuaire Notre-Dame-de-Lourdes de Mariamabad est un édifice religieux catholique, et un lieu de pèlerinage dédié à Notre-Dame-de-Lourdes. Sise à une centaine de kilomètres au nord-ouest de la ville de Lahore, au Pakistan, l'église paroissiale est, depuis 1949, un lieu de pèlerinage marial, auquel la conférence épiscopale du pays (en) donne le statut de sanctuaire national. Il est rattaché à l’archidiocèse de Lahore, et dédié à Notre-Dame de Lourdes.

## Historique

### Fondation de la mission
Un terrain de 0,6 km2 est acheté en 1882 par l’évêque de Lahore, Mgr Emmanuel van den Bosch [OFM Cap], afin d’y créer une colonie pour familles catholiques. En janvier 1893, une longue marche de 6 jours (170 km) est organisée par le missionnaire capucin belge Godefroid Pelckmans et un confrère accompagnant trois familles chrétiennes pour fonder ‘Maryabad’ (aujourd’hui Mariamabad), au Pendjab, un village chrétien. Cette marche est perçue dans la communauté chrétienne locale comme expérience d’Exode biblique : ayant quitté leur état de servitude et étant sortis de leur situation sociale dégradante pour trouver la liberté. Cet évènement fondateur fit que Mariamabad fut choisi plus tard comme sanctuaire national de l'Église catholique au Pakistan.
Depuis le XIXe siècle le vaste Pendjab était confié aux missionnaires capucins belges et Mariamabad est le premier établissement catholique au Pendjab.

### Le sanctuaire
En 1949, peu après l'indépendance du pays, l'église paroissiale de Mariamabad est transformée en centre marial dédié à Notre-Dame de Lourdes par le père Frank (Henri Van Butsele), un capucin belge (futur martyr en 1949). Il est désigné comme sanctuaire national en 1974.
En 1991, l’évêque de Lahore Armando Trindade (en) lance la construction d’un nouveau sanctuaire, afin de pouvoir recevoir le nombre croissant de pèlerins — 300 000 en 1993.

## Description
Le sanctuaire comprend une réplique de la grotte de Massabielle de Lourdes en France, ainsi que l’église paroissiale Sainte-Marie-et-Saint-Joseph.

## Pèlerinage
Chaque année a lieu un pèlerinage de trois jours le premier week-end de septembre, à l’occasion de la fête dédiée à la Nativité de Marie, durant lequel plus d’un million de personnes (à la fin des années 2010) se rendent au sanctuaire pour prier, — des catholiques, mais aussi plusieurs milliers de musulmans,.
Le pèlerinage est annulé en 2020 à cause de la pandémie de coronavirus. Il reprend l’année suivante.